# نسيم يطو
نسيم يطو (27 مارس 1992 بالجزائر في الجزائر - ) هو لاعب كرة قدم جزائري في مركز الوسط.

## روابط خارجية
- نسيم يطو على موقع قاعدة بيانات كرة القدم.إي يو (الإنجليزية)
- نسيم يطو على موقع Soccerway.com (الإنجليزية)